# Francesca Coppa
Francesca Coppa (Brooklyn, Nueva York, 26 de marzo de 1970) es una académica estadounidense de literatura y directora de estudios cinematográficos en Muhlenberg College. Sus investigaciones se centran en el drama británico y en varias disciplinas académicas como los estudios sobre interpretación y estudios sobre los fanes. También ha escrito sobre el vidding.
Es reconocida por sus trabajos sobre el dramaturgo británico Joe Orton y sus publicaciones sobre el escritor irlandés Oscar Wilde. En el campo de los estudios sobre los fanes es conocida por documentar la historia del fandom de los medios de comunicación y en especial los fanvids.
Es miembro y fundadora de Organization for Transformative Works (OTW), una organización sin ánimo de lucro que preserva la historia de los fanworks y la cultura. Se le considera uno de los académicos y escritores más prolíficos sobre la historia del fandom de los medios.

## Biografía
Nació en Brooklyn. Obtuvo su licenciatura en 1991, en el Columbia College de la Universidad de Columbia y en 1993 realizó una maestría en literatura inglesa en la Universidad de Nueva York. Obtuvo un doctorado en 1997, también en la Universidad de Nueva York.
Desde 2021 se desempeña como profesora de inglés y directora de estudios de mujeres y género en Muhlenberg College, en Allentown (Pensilvania), donde anteriormente fue directora de estudios cinematográficos. Sus intereses en cuanto a la investigación incluyen el drama británico, la teoría de la sexualidad y los estudios de medios, el desempeño y estudios sobre los fanes.

## Trabajos e investigaciones
Su investigación ha abarcado el drama británico, estudios de interpretación y estudios de fanes. 
En la literatura inglesa, es conocida por su trabajo sobre el escritor británico Joe Orton; editó varias de sus primeras novelas y obras de teatro para su primera publicación en 1998-1999, más de treinta años después de su asesinato, y compiló una colección de ensayos, Joe Orton: A Casebook (2003). También ha publicado sobre Oscar Wilde. 
En el campo de los estudios de fanes, Coppa es conocida por documentar la historia del fandom de los medios y, en particular, de los fanvids, un tipo de video hecho por fanes. Fue cofundadora de la Organization for Transformative Works en 2007, entidad sin ánimo de lucro que preserva la historia de los fanworks y la cultura y además publica la revista Transformative Works and Cultures, una publicación en línea que trata sobre los trabajos y las prácticas de los fanes, también de la cultura remix.
Coppa editó una colección de fanfiction, The Fanfiction Reader: Folk Tales for the Digital Age, publicada por la editorial estadounidense University of Michigan Press en 2017 y que ha servido como material de enseñanza a nivel universitario. Esta obra ganó el Prose Awards otorgado por la Association of American Publishers (AAP) en la categoría Media and Cultural Studies en 2018.

## Publicaciones seleccionadas
Libros editados
- Francesca Coppa, ed. The Fanfiction Reader: Folk Tales for the Digital Age (University of Michigan Press; 2017) ISBN 9780472073481
- Francesca Coppa, Lawrence Haas, James Peck, eds. Performing Magic on the Western Stage: From the Eighteenth Century to the Present (Palgrave Macmillan; 2008) ISBN 978-0-230-60788-0
- Francesca Coppa, ed. Joe Orton: A Casebook (Routledge; 2003) ISBN 9780815336273
- Joe Orton. Fred and Madge and The Visitors (Francesca Coppa, ed.) (Nick Hern Books; 1998) ISBN 1 85459 354 4
- Joe Orton. Between Us Girls (Francesca Coppa, ed.) (Nick Hern Books; 1998) ISBN 1 85459 374 9

Documentos de investigación
- Francesca Coppa (2008). "Women, Star Trek, and the early development of fannish vidding", Transformative Works and Cultures 1 doi doi:10.3983/twc.2008.044
- Francesca Coppa. "A brief history of media fandom", in Karen Hellekson, Kristina Busse, eds, Fan Fiction and Fan Communities in the Age of the Internet (McFarland; 2006) ISBN 9780786426409
- Francesca Coppa. "Writing bodies in space: Media fanfiction as theatrical performance", in Hellekson & Busse, 2006 and reprinted in Hellekson, Busse, eds, The Fan Fiction Studies Reader (University of Iowa Press; 2014) ISBN 9781609382278